# Amorolfina
La amorolfina (o amorolfin) es un fármaco antifúngico derivado de la morfolina (que es una amina secundaria fuertemente alcalina) que inhibe la reductasa (una enzima que cataliza la reducción) D14 y la isomerasa D7-D8, que agota el ergosterol y causa que el ignosterol se acumule en las membranas celulares citoplasmáticas de los hongos.
Comercializado como Curanail, Loceryl, Locetar y Odenil, la amorolfina está comúnmente disponible en forma de laca de uñas, que contiene un 5 % de amorolfina como ingrediente activo. No está aprobado para el tratamiento de la onicomicosis en los Estados Unidos o Canadá. Es probablemente la más efectiva solución tópica para el tratamiento de las infecciones de uñas de los pies, aunque los tratamientos sistémicos son más efectivos. Se ha aprobado que la venta sea sin receta médica en Australia y el Reino Unido (recientemente reclasificado como sin receta médica) y está aprobado para el tratamiento de hongos en las uñas para su prescripción en otros países.
Se ha demostrado en 2 estudios que la aplicación de amorolfina al 5 % como laca de uñas una o dos veces por semana tiene entre el 60 % y el 71 % de efectividad en el tratamiento de la onicomicosis. Las tasas de curación completa 3 meses después de la interrupción del tratamiento (tras 6 meses de tratamiento) fueron del 38 % y 46 %. Sin embargo, los detalles experimentales de estos estudios no estaban disponibles y, desde que se reportó por primera vez en el año 1992, no ha habido estudios posteriores.